# Cyrus (Film)
Cyrus – Meine Freundin, ihr Sohn und ich ist ein US-amerikanischer Mumblecore-Film aus dem Jahr 2010 mit John C. Reilly, Jonah Hill, Marisa Tomei und Catherine Keener in den Hauptrollen. Regie und Drehbuch stammen von Jay und Mark Duplass. Der Film hatte am 25. November 2010 in Deutschland Premiere.

## Handlung

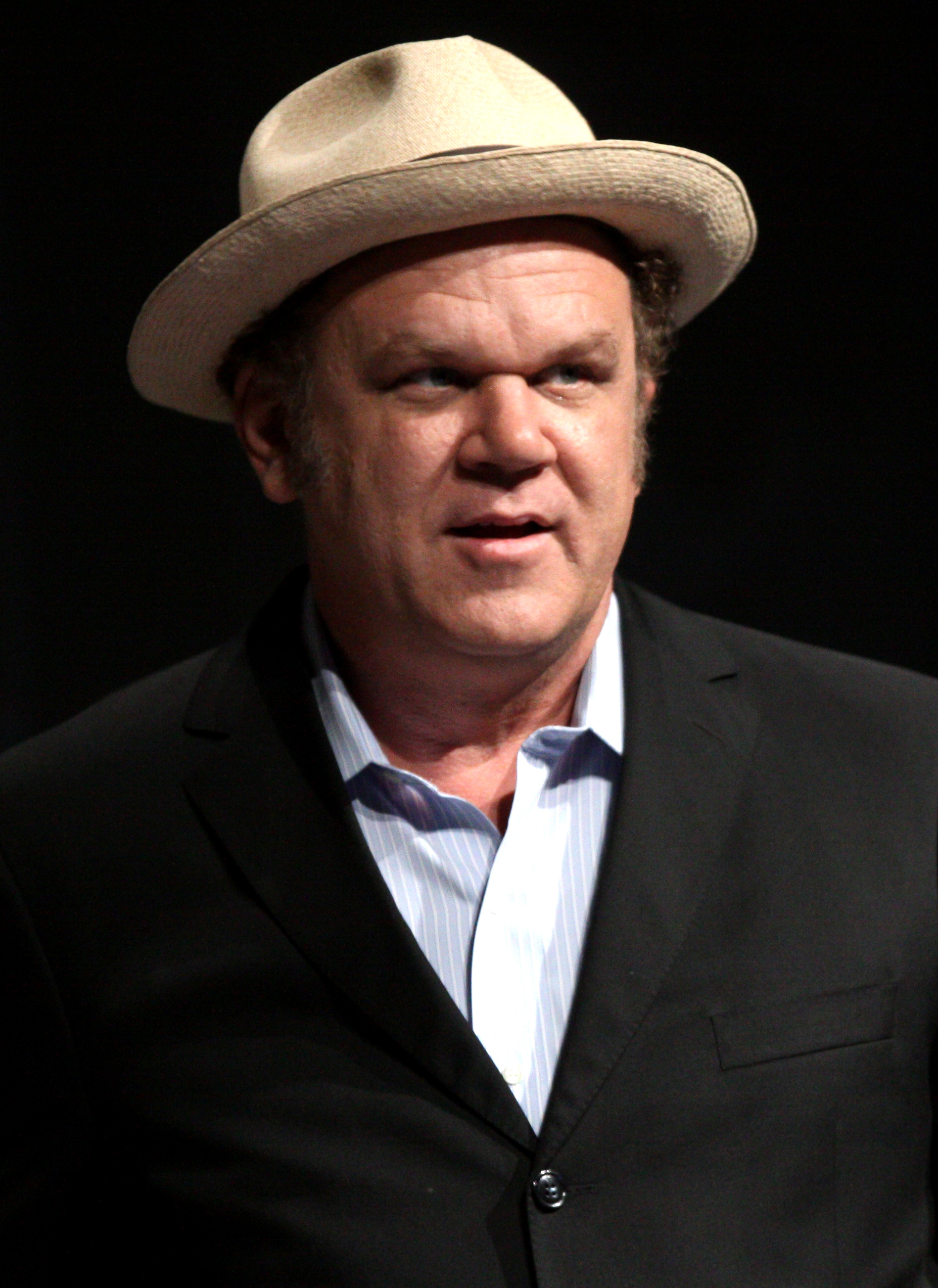
John C. Reilly 2012 bei der San Diego Comic-Con International, Foto von Gage Skidmore

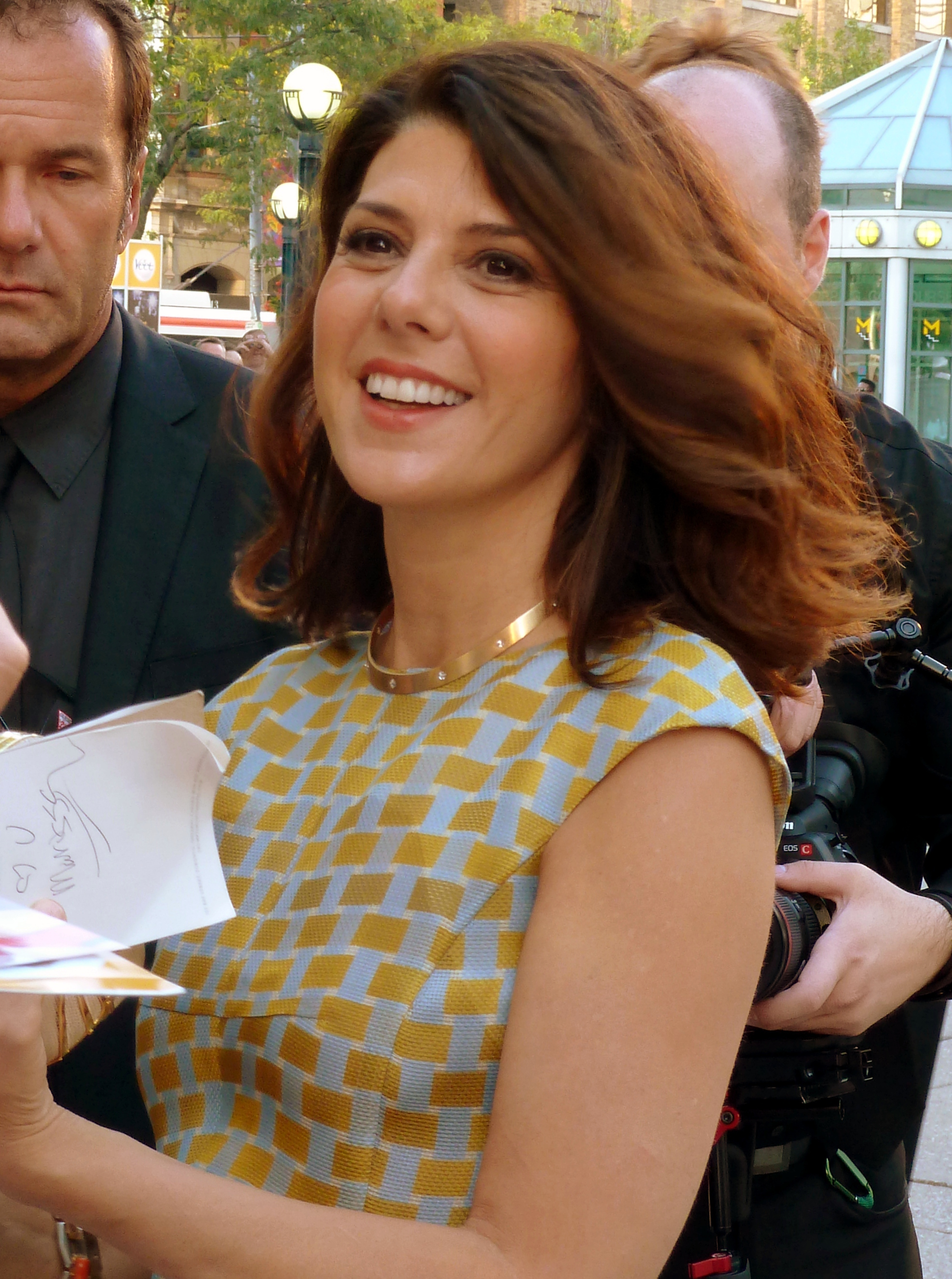
Marisa Tomei auf dem Toronto Film Festival 2012

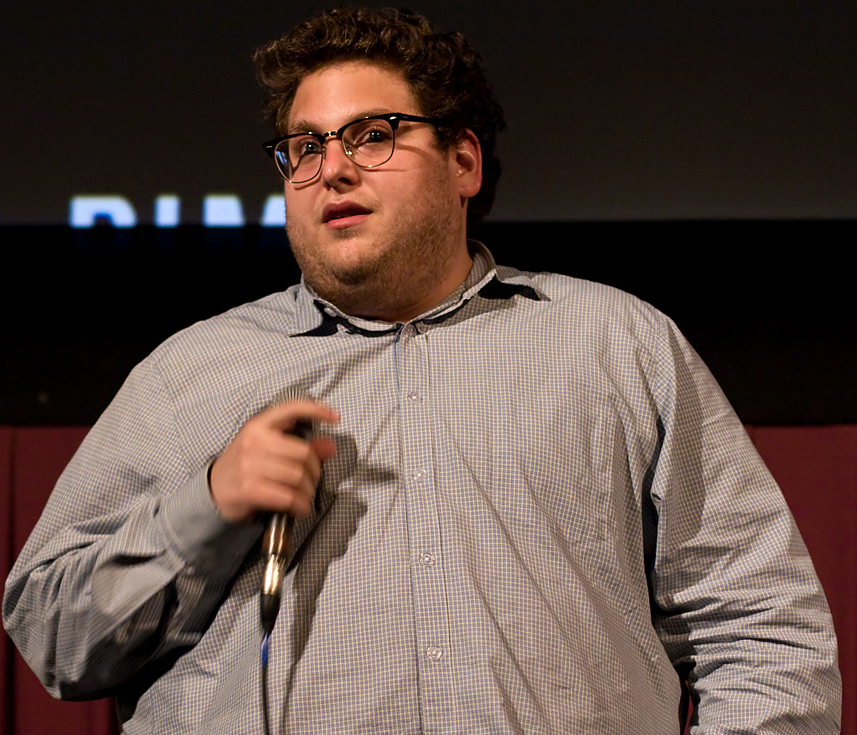
Jonah Hill 2010 bei einem Panel in Austin

Jamie und der Filmeditor John sind etwa Mitte 40 Jahre alt, langjährige Ex-Ehepartner und sehr eng befreundet. Als Jamie versucht, John ihre baldige Hochzeit mit Tim anzukündigen, überrascht sie ihn zufällig beim Masturbieren. Obwohl beide schon seit sieben Jahren getrennt sind, ist John von der bevorstehenden endgültigen Trennung überrascht und deprimiert. Jamie überredet John, mit zu einer Party zu kommen, damit er aus seinem emotionalen Tief herausfindet. Auf der Partie versucht der eigenwillige John mit unterschiedlichen Strategien zu Frauen Kontakt aufzunehmen, findet aber nicht die erhoffte Resonanz. Sein letzter Versuch bestand in der drastisch ehrlichen Offenlegung seines Zustandes, den Molly beobachtet hat. Als der mittlerweile betrunkene John im Garten in die Büsche uriniert, erhält er von Molly ein Kompliment für seinen Penis und für seine vorherige emotionale Öffnung. Das lang erhoffte Glück scheint wahr zu werden, John stürmt die Tanzfläche. Am Ende des Abends liegen beide zusammen in Johns Bett, haben Sex und beginnen, eine schöne Beziehung zu entwickeln. Doch kurz darauf verlässt Molly eilig Johns Wohnung.
Am nächsten Abend wiederholt sich die Szenerie, diesmal folgt ihr John heimlich mit seinem Auto. Vor Mollys Haus hält er an und schläft im Auto ein. Am nächsten Morgen schnüffelt er um ihr Haus herum und trifft dabei den anderen Mann in Mollys Leben an – Cyrus, ihren Sohn. Der offensichtlich neugierige Cyrus überredet den ebenso neugierigen John, ins Haus zu kommen. Cyrus zeigt John seine Synthesizer und spielt ihm selbst produzierte elektronische Musik vor. Als Molly nach Hause kommt, ist sie erst erschrocken, stimmt dann aber einem gemeinsamen Abendessen zu. Die Atmosphäre ist sehr verständnisvoll und aufmerksam. John übernachtet bei Molly und bemerkt die außergewöhnlich große Nähe zwischen Mutter und Sohn – er geht aufs Klo, während sie im selben Raum duscht, sie singen zusammen, und nachts stehen die Türen beider Schlafzimmer offen.
Am nächsten Morgen findet John seine Schuhe nicht mehr, die angeblich niemand gesehen haben will, und muss in Socken nach Hause fahren. Er verdächtigt Cyrus und zweifelt gleichzeitig stark an seiner Wahrnehmung – zu gegensätzlich scheinen das verständnisvolle Auftreten Cyrus’ und der Diebstahl der Schuhe zu sein. John bittet seine Ex-Frau Jamie um Rat und arrangiert ein „zufälliges“ gemeinsames Treffen mit ihr, Molly und Cyrus im Park. Jamie soll die Situation einschätzen und ihren Eindruck schildern. Cyrus und Molly erscheinen ihr sehr harmonisch und originell, wenn auch ein wenig sehr eng vertraut. John ist vorerst beruhigt.
Als am Abend John und Molly zum ersten Mal in Mollys Haus Sex haben, fängt der an Panikattacken leidende Cyrus in seinem Zimmer zu schreien an. Molly tröstet sofort ihn und schläft in seinem Zimmer ein. Während eines nächtlichen Gesprächs „von Mann zu Mann“ empfiehlt Cyrus (mit einem großen Küchenmesser in der Hand) John, Molly nicht so zu bedrängen und sich emotional zurückzuhalten. John verfasst daraufhin einen knappen emotionslosen Abschiedsbrief und fährt sofort nach Hause.
Am Morgen behauptet Cyrus, dass seine Mutter Molly John emotional zu sehr bedrängt hätte und legt als Beweis Johns Abschiedszettel vor. Cyrus nutzt das Vertrauen beider in ihn aus, um sie voneinander zu entfremden. Als Molly mehr wissen will, rastet Cyrus aus und verschwindet, nicht ohne jedoch von außen durchs Fenster zu lugen, wie seine Mutter darauf reagiert. Als Abends Cyrus wieder nach Hause kommt und erklärt, er ziehe sofort in eine Musiker-WG, hinterlässt er bei seiner Mutter Schuldgefühle. John hilft beim Packen und entdeckt seine verschwundenen Schuhe in Cyrus’ Schrank. Eine gewisse Zeit später zieht John in Mollys Haus ein.
Eines Abends kommen beide nach Hause und tauschen Zärtlichkeiten aus, während Cyrus im Dunkeln sitzt und beide überrascht. Er möchte aufgrund seiner Panikattacken wieder bei Molly einziehen, die voller Mitleid zustimmt. Später spricht John gegenüber Cyrus den Vertrauensbruch bezüglich der gestohlenen Schuhe und die daraus resultierende Antipathie klar aus. Es entwickelt sich ein Machtspiel mit „Aufrüstung“ durch Manipulation und Gewaltandrohung auf beiden Seiten. Beide wollen eine ausschließliche Beziehung zu Molly und sehen nur ein „Entweder-oder“ möglich. Die Situation spitzt sich während der Hochzeit von Jamie und Tim dramatisch zu. John und Molly zeigen deutlich nach außen, dass sie miteinander glücklich sind, was Cyrus augenscheinlich verletzt. Sichtlich betrunken greift er John körperlich an, schafft es aber aufgrund seiner manipulativen Fähigkeiten dennoch, John als Täter dastehen zu lassen. Molly positioniert sich vorerst auf der Seite von Cyrus. John trennt sich daraufhin von Molly, weil er vermutet, dass sich die Situation für ihn verschlechtert und Molly ihn verlassen wird. Er zieht in eine neue Wohnung, um dem Machtkampf mit Cyrus auszuweichen. Damit durchbricht er nachhaltig die Dynamik des „Dreieckverhältnisses“.
Die mittlerweile dauerhaft unglückliche Molly beginnt daraufhin, ihr Verhältnis zu ihrem Sohn kritisch zu reflektieren und ihm Grenzen zu setzen. Seine Manipulationen wirken jetzt nicht mehr bei ihr.
Eines Tages klingelt Cyrus bei John und möchte ihn überreden, zu Molly zurückzukehren. John bekommt einen Wutanfall und schreit alle Vorwürfe und allen Frust über die von Cyrus zerstörte Beziehung heraus. Später sprechen beide in Ruhe miteinander und offenbaren sich gegenseitig ihre manipulativen Tricks. Es entsteht dadurch ein gewisses Maß an Vertrauen. Cyrus manipuliert damit John, der entgegen seiner Absicht, Molly nicht wiedersehen zu wollen, Cyrus nach Hause fährt und dort Molly antrifft. Das Ende des Films zeigt Johns zunehmend erfreuten Gesichtsausdruck bei Blickkontakt mit Molly.

## Stilistische Merkmale
Der Film Cyrus ist weder Comedy noch Drama, sondern eine Klischees vermeidende Gratwanderung zwischen beiden Genres, ohne sich für eines der beiden zu entscheiden. Der Film unterläuft die Erwartungen des Publikums an eine Komödie und kontrastiert die Handlung mit den Versuchen der Protagonisten, ihre Konflikte ernsthaft zu lösen, statt sie in humoristischer Weise eskalieren zu lassen. Die Schauspieler haben für Cyrus sehr viel improvisiert. Die Kameraführung ist unruhig aber gleichzeitig sehr nah an den Schauspielern dran, womit ein Gefühl von emotionaler Nähe zu den Protagonisten vermittelt wird. Die beiden Mumblecore-Regisseure haben Handkameras verwendet – analog zur Arbeitsweise bei ihren vorangegangenen Filmen. In Schlüsselmomenten der Handlung vollführt die Kamera charakteristische abrupte Zooms.

## Kritiken
„Die Duplasses haben nicht die Energie und wohl auch nicht den Willen, um für dieses fatale Liebesdreieck eine bis zum Schluss packende Handlung zu entwickeln. Die gängigen Pointen lassen sie liegen, und auch die eher anstrengungslose Bildführung gehört nun einmal zum Konzept. Aber mit ihrem Hang zur Improvisation haben sie schon wieder ein neues Genre geschaffen: eine verstörende Form der Komödie, deren Grusel auf nichts ruht als der nackten Menschlichkeit.“

Die Deutsche Film- und Medienbewertung FBW in Wiesbaden verlieh dem Film das Prädikat besonders wertvoll.